# 北京酒店列表
北京酒店列表列出北京市的主要酒店。

## 五星级酒店
以下为北京的五星级酒店（以国家旅游局网站公布的为准）：
- 王府饭店
- 华侨大厦
- 国际艺苑皇冠假日酒店
- 天伦王朝酒店
- 长城饭店
- 希尔顿酒店
- 嘉里大酒店
- 中国大饭店
- 北京华彬费尔蒙酒店
- 长富宫饭店
- 凯宾斯基饭店
- 昆仑饭店
- 兆龙饭店
- 北京国际饭店
- 京都信苑饭店
- 新世纪饭店
- 香格里拉酒店
- 西苑饭店
- 瑞海姆田园度假村
- 世纪金源大饭店
- 国宾酒店
- 长安大饭店
- 北京龙城丽宫国际宾馆
- 亚洲大酒店
- 北京饭店
- 港澳中心瑞士酒店
- 贵宾楼饭店
- 北京东方君悦大酒店
- 香山金源商旅中心
- 北京五洲皇冠国际酒店
- 北京龙熙温泉度假酒店
- 北京金融街洲际酒店
- 北京昆泰嘉华酒店
- 首都大酒店
- 北京友谊宾馆贵宾楼
- 北京九华国际会展中心大酒店
- 北京金融街丽思卡尔顿酒店
- 北京金融街威斯汀大酒店
- 新闻大厦酒店
- 好苑建国酒店
- 王府半島酒店
- 丽晶酒店
- 四季酒店
- JW萬豪酒店
- 華爾道夫酒店及度假村
- 瑰麗酒店
- 瑞吉酒店及度假村
- 文華東方酒店
- 北京康莱德酒店
- 北京柏悦酒店
- 北京名人国际大酒店
- 北京万达索菲特大饭店
- 北京中奥马哥波罗酒店
- 北京国航万丽酒店
- 北京汉华国际饭店
- 北京伯豪瑞廷酒店
- 新云南皇冠假日酒店
- 西国贸大酒店
- 北京千禧大酒店
- 北大博雅国际酒店
- 北京万豪酒店
- 北京励骏酒店
- 北京丽景湾国际酒店
- 北京南宫温泉度假酒店
- 北京金茂威斯汀大饭店
- 北京中关村皇冠假日酒店
- 北京和园景逸大酒店
- 北京北辰洲际酒店
- 北京国贸大酒店
- 北京康源瑞廷酒店
- 北京丰大国际大酒店
- 北京富力万丽酒店
- 鹏润国际大酒店
- 北京瑞麟湾温泉度假酒店
- 北京金隅喜来登酒店

## 其他酒店
以下列出北京部分其他星级及未有評级的酒店：
- 北京環球影城酒店
- 北京帝景豪生大酒店
- 中建雁栖湖景酒店
- 北京日出东方凯宾斯基酒店
- 北京中奥华美达大酒店
- 北京唐拉雅秀酒店
- 北京国际艺苑皇冠假日酒店
- 北京新世界酒店
- 王府井大饭店
- 盘古七星酒店
- 钓鱼台大酒店
- 民族饭店（四星级）
- 香山饭店（四星级）
- 北京丽都维景酒店（四星级）
- 北京建国饭店（四星级）
- 前门饭店（四星级）
- 京伦饭店（四星级）
- 北京北辰五洲大酒店（四星级）
- 北京宝辰饭店（四星级）
- 北京赛特饭店（四星级）
- 翠明庄宾馆（四星级）
- 达园宾馆（四星级）
- 金台饭店（四星级）
- 北京展览馆宾馆（三星级）
- 东长安饭店（三星级）
- 中国科技会堂宾馆（三星级）
- 北京栖湖饭店（三星级）
- 华风宾馆（三星级）
- 鑫园客栈（二星级）
- 北京都季商务快捷酒店
- 青云阁酒店
- 长宫饭店
- 京华客栈
- 社科博源宾馆
- 北京侣松园宾馆
- 好园宾馆
- 煤市街第二旅馆
- 粮食店街第十旅馆
- 天义客店